# Macrosteles heiseles
Macrosteles heiseles är en insektsart som beskrevs av Kuoh 1981. Macrosteles heiseles ingår i släktet Macrosteles och familjen dvärgstritar. Inga underarter finns listade i Catalogue of Life.